# Флаг АСЕАН
Флаг АСЕАН — официальный символ Ассоциации государств Юго-Восточной Азии (АСЕАН).
Ныне действующий флаг был принят в 31 мая 1997 года. В центре флага на голубом фоне расположено десять рисовых стеблей в красном круге. Стебли символизируют десять стран-членов организации АСЕАН.
Предыдущий флаг АСЕАН был аналогичен нынешнему — шесть стеблей риса символизировали пять членов-основателей и Бруней, слово АСЕАН располагалось под стеблями. Фон был белый вместо синего, границы круга, наряду со словом АСЕАН — цвета бирюзы, круг — ярко-жёлтого цвета. Стебли были коричневого цвета.